# Luca Cigarini
Luca Cigarini (Montecchio Emilia, 20 juni 1986) is een Italiaans voormalig voetballer die doorgaans speelde als middenvelder. Tussen 2004 en 2025 was hij actief voor Parma, Sambenedettese, Atalanta Bergamo, Napoli, Sevilla, opnieuw Atalanta Bergamo, Sampdoria, Cagliari, Crotone en Reggiana.

## Clubcarrière
Cigarini speelde in de jeugdopleiding van Parma en in 2005 werd hij samen met Daniele Dessena overgeheveld naar de eerste selectie. Na de degradatie van Parma naar de Serie B in juni 2008, vertrok de middenvelder naar Atalanta Bergamo. Op 3 juli 2009, een jaar later, werd hij aangekocht door Napoli, dat circa elf miljoen euro voor hem betaalde. Na één jaargang in Napels, werd Cigarini voor de duur van één seizoen verhuurd aan Sevilla. Na zijn terugkeer werd hij op huurbasis naar zijn oude club Atalanta Bergamo gestuurd. In de zomer van 2013 werd Cigarini door Atalanta voor iets meer dan twee miljoen euro overgenomen. Na nog drie seizoenen bij Atalanta te hebben gespeeld, werd Cigarini overgekocht door Sampdoria. Een jaar later verkaste hij naar Cagliari, waar hij zijn handtekening zette onder een verbintenis voor de duur van twee seizoenen. Hier kwam later nog een seizoen bij. Na een periode bij Crotone tekende de middenvelder in augustus 2021 voor Reggiana. Na de jaargang 2024/25 besloot Cigarini op negenendertigjarige leeftijd een punt te zetten achter zijn actieve loopbaan.

## Interlandcarrière
Cigarini nam met het Italiaans olympisch elftal deel aan de Olympische Spelen in China. Daar werd de ploeg onder leiding van bondscoach en oud-international Pierluigi Casiraghi uitgeschakeld door België in de kwartfinales: 3–2. Cigarini viel op het laatste moment af in de Italiaanse selectie voor het EK 2012 in Polen en Oekraïne, net als Domenico Criscito, Marco Verratti, Davide Astori, Salvatore Bocchetti en Ezequiel Schelotto.